# Barrington Atlas of the Greek and Roman World
Der Barrington Atlas of the Greek and Roman World, meist kurz Barrington Atlas genannt, ist ein historischer Atlas des antiken Europa. Er bildet die Geografie Europas, Nordafrikas und des westlichen Asien von der archaischen Zeit bis in die Spätantike ab. Herausgeber ist der Althistoriker Richard J. A. Talbert. 

## Format und Aufbau
Der Barrington Atlas besteht aus 99 großformatigen Karten, die in einheitlichen Maßstäben von 1:500.000 oder 1:1.000.000 abgebildet sind. Ausnahmen sind die Karten, die Athen, Rom und Konstantinopel zeigen: Für sie wurde ein größerer Maßstab gewählt, um die Städte und ihre Umgebung detailgenauer abzubilden. Hinzu kommen drei Übersichtskarten über die Provinzen und Dioeceses des Römischen Reiches. Die Karten basieren auf Luft- und Satellitenbildern, auf deren Grundlage in Kombination mit historischen und archäologischen Quellen die antike Landschaft rekonstruiert wurde. Der Atlas berücksichtigt dabei auch geologische Veränderungen wie etwa die Verschiebung von Küstenlinien. Der Fokus des Barrington Atlas liegt auf den klassischen Altertumswissenschaften und damit auf dem antiken Griechenland und dem Römischen Reich sowie ihren Kulturkontakten. Er deckt den Zeitraum von ca. 1000 v. Chr. – 640 n. Chr. ab. Das Kartenwerk ist chronologisch gegliedert. Die historische Entwicklung wird nicht wie bei vielen anderen historischen Kartenwerken in mehreren aufeinanderfolgenden Karten dargestellt, sondern der gesamte Betrachtungszeitraum ist in einer Karte abgebildet. Dabei sind fünf Epochen (archaisch, klassisch, hellenistisch bzw. republikanisch, römisch-kaiserzeitlich, spätantik) farblich voneinander abgesetzt. Der Barrington Atlas führt alle Orte und Regionen unter ihren lateinischen Bezeichnungen bzw. altgriechischen Bezeichnungen in lateinischer Transliteration. Nur wo der antike Name einer Stätte nicht bekannt ist, werden auch moderne Ortsbezeichnungen verwendet. Die modernen Ortsnamen lassen sich im Kartenverzeichnis (Map-by-Map Directory) nachschlagen, das online, auf CD-ROM und als 1500-seitige, zweibändige Druckfassung erhältlich ist. Das Verzeichnis bietet zu jedem Ort knappe Informationen zu dessen Zeitspanne, legt eventuelle Schwierigkeiten bei der Kartierung dar und liefert Hinweise auf die relevanten antiken Quellen und auf wesentliche Fachliteratur. Der wissenschaftliche Begleittext ist englischsprachig.
Begleitend zum Atlas erschien eine App für iOS, die alle Karten in durchsuchbarer Form bereitstellt.

## Geschichte des Projekts
Der Barrington Atlas ist nach der Barrington Foundation benannt, einer privaten Familienstiftung mit Sitz in Great Barrington, die die Anschubfinanzierung zur Verfügung stellte. Das Classical Atlas Project begann 1988 auf Initiative der American Philological Association an der University of North Carolina at Chapel Hill unter der Leitung von Richard Talbert. Rund 70 Fachleute waren daran beteiligt; 4,5 Millionen US-Dollar flossen in das Projekt. Das Design der Karten gestaltete der Kartografiedienst MapQuest.
Seit der Veröffentlichung des Atlas im September 2000 führt ein Nachfolgeprojekt, das Ancient World Mapping Center, die Arbeit an dem Kartenwerk fort. Es veröffentlicht seine Ergebnisse auf seiner Website, darunter auch Korrekturen zum gedruckten Atlas.

## Rezensionen und Auszeichnungen
Die Veröffentlichung des Barrington Atlas wurde nicht nur in der Fachwelt, sondern auch in einer breiteren Öffentlichkeit als bedeutendes Projekt gewürdigt. Beispielsweise lobte D. J. R. Bruckner in der New York Times den umfassenden Ansatz, die Detailgenauigkeit und die Druckqualität.
Kai Brodersen würdigte den Barrington Atlas als wegweisendes Werk, das den Blick auf die antike Landschaft nachhaltig verändern werde und ohne das die klassische Altertumswissenschaft bedeutend schwieriger wäre. Er bedauerte das Fehlen einer Beschäftigung mit dem antiken Geografie-Verständnis, wie es in historischen Atlanten lange Zeit üblich war, und nannte die farbliche Darstellung mehrerer Zeitphasen in einer Karte einen passablen Kompromiss.
Der Althistoriker Paul Cartledge hob ebenfalls die Klarheit und Schönheit der Karten hervor und stellte fest, der Barrington Atlas bringe die Kartografie als Forschungsgebiet der Altertumsforschung weit voran. Er werde an wissenschaftlicher Genauigkeit wohl niemals übertroffen werden und für lange Zeit Maßstäbe setzen, denn es sei nicht mehr mit so vielen neuen Erkenntnissen zur antiken Geografie zu rechnen, dass eine Neuauflage in der absehbaren Zukunft erscheinen werde.
Der Geograf Robert J. Mayhew nannte den Barrington Atlas ein Vorbild auf dem Gebiet der historischen Kartografie. Die wesentliche Schwierigkeit des Projekts liege darin, jahrhundertelange historische Entwicklungen in einer Karte darzustellen. Um die Entwicklung und Beziehungen von Orten untereinander nachvollziehbar darzustellen, bedürfe es mehrerer Begleitwerke.
Im Jahr seines Erscheinens wurde der Barrington Atlas von der Association of American Publishers mit dem Preis für das beste mehrbändige wissenschaftliche Referenzwerk in den Geisteswissenschaften ausgezeichnet.
Sarah Pothecary verfasste eine ausführliche Rezension der iPad-App, die sie in drei Anwendungsfällen getestet hatte. Sie sagte der App eine dauerhaftere Relevanz voraus als der gedruckten Fassung, da sie in der Lage sei, stets den aktuellen Stand der Forschung abzubilden.

## Ausgaben
- Richard J. A. Talbert (Hrsg.): Barrington Atlas of the Greek and Roman World. Princeton University Press, Princeton 2000, ISBN 978-0-6910-3169-9.
- Richard J. A. Talbert (Hrsg.): Barrington Atlas of the Greek and Roman World. Map-By-Map Directory. Princeton University Press, Princeton 2000, ISBN 978-0-6910-4945-8.
- Barrington Atlas of the Greek and Roman World for iPad. eISBN 978-1-4008-4876-8.